# 宁波籍院士列表
宁波是著名的“院士之乡”。至2011年止，宁波籍两院院士已超过百名。

## 中国科学院院士

### 1955年（首届）当选
- 章名涛（1955），机电工程专家
- 纪育沣（1955），有机化学家
- 童第周（1955），胚胎生物学家
- 贝时璋（1955），生物学家、教育家
- 李庆逵（1955），土壤学家
- 翁文灏（1955），地质学家、考古学家、教育家

### 1980年（改革开放后首届）当选
- 陈中伟（1980），医学家
- 任美锷（1980），地理气象学家、海洋学家
- 谈家桢（1980），遗传学家
- 黄量（1980），有机化学家、药物化学家
- 鲍文奎（1980），作物遗传育种学家
- 翁文波（1980），地球物理学家
- 朱祖祥（1980），土壤学家
- 郑哲敏（1980），爆炸力学、应用力学和振动专家
- 戴传曾（1980），核物理学家

### 1991年当选
- 路甬祥（1991），工程科学专家
- 陈子元（1991），核农学家
- 陈俊勇（1991），大地测量学家
- 陈俊亮（1991），通信与电子系统专家
- 杨福家（1991），核物理学家
- 杨雄里（1991），生物化学家
- 杨福愉（1991），生物化学家
- 石钟慈（1991），数学家
- 李志堅（1991），电子学专家
- 颜鸣皋（1991），材料科學家
- 周毓麟（1991），数学家
- 鞠躬（1991），神经生物学家
- 刘元方（1991），化学家
- 白以龙（1991），固体力学专家

### 1993年当选
- 孙儒泳（1993），生态学家
- 应崇福（1993），声学家
- 周兴铭（1993），计算机专家、教育家
- 朱兆文（1993），土壤学家
- 吴祖泽（1993），实验血液学家
- 吴常信（1993），动物遗传育种学家

### 1995年当选
- 陈宜张（1995），神经生理学家
- 王阳元（1995），微电子学家
- 徐祖耀（1995），材料学家
- 於崇文（1995），地球化学家、地质学家
- 沈珠江（1995），岩土工程专家
- 贺贤土（1995），理论物理学家
- 朱起鹤（1995），物理化学家

### 1997年当选
- 韩启德（1997），医学家
- 沈自尹（1997），医学家
- 洪国藩（1997），分子生物学家
- 戎嘉余（1997），地层古生物学家

### 1999年当选
- 戚正武（1999），生物化学家
- 余梦伦（1999），航天飞行力学、火箭弹道设计专家

### 2003年当选
- 章梓雄（2003），机械工程学家、力学家
- 计亮年（2003），化学家，生物化学家
- 陈创天（2003），晶体材料科学家

### 2005年当选
- 陈祖煜（2005），水利水电专家、土木工程专家
- 王正敏（2005），医学家
- 童坦君（2005），医学家
- 包为民（2005），制导与控制专家

### 2007年当选
- 柴之芳（2007），放射化学家

### 2009年当选
- 侯凡凡（2009），医学家，肾脏病专家

### 2011年当选
- 张明杰，结构生物学家，香港科技大学生物化学系教授
- 郑建华，密码学家

## 中国科学院外籍院士
- 毛昭宪，生物工程学家

## 中国工程院院士

### 1994年（首届）当选
- 路甬祥（1994）
- 何德全（1994），信息技术专家
- 汪成为（1994），计算机专家
- 陈俊亮（1994），通信与电子系统专家
- 朱高峰（1994），通信技术与管理专家
- 倪光南（1994），计算机专家

### 1995年当选
- 汤德全（1995），动力机械工程、矿山机电工程专家
- 袁渭康（1995），化学工程专家
- 周永茂（1995），核反应堆工程专家
- 陈敬熊（1995），电磁场与微波技术专家
- 林永年（1995），信息处理技术专家
- 郁铭芳（1995），化纤专家
- 毛用泽（1995），核电子学与核探测技术专家
- 何友声（1995），流体力学与船舶流体力学专家
- 翁史烈（1995），热力涡轮机专家
- 阮可强（1995），反应堆物理、核安全专家
- 朱英浩（1995），变压器制造专家
- 周光耀（1995），无机化工专家
- 乐嘉陵（1995），空气动力学专家
- 胡思得（1995），核武器工程专家
- 沈昌祥（1995），信息系统工程专家

### 1996年当选
- 陆道培（1996），血液病学和骨髓移植专家
- 陈亚珠（1996），高电压技术与生物医学工程专家

### 1997年当选
- 陈肇元（1997），土木工程专家
- 徐秉汉（1997），船舶结构力学专家
- 陈毓川（1997），矿床地质专家
- 翁心植（1997），内科学专家
- 童志鹏（1997），电子信息系统工程专家
- 余松烈（1997），作物栽培学家

### 1999年当选
- 倪维斗（1999），工程热物理专家
- 俞梦孙（1999），航空医学与生物医学工程专家
- 魏正耀（1999），信息技术专家
- 谢世楞（1999），港口和海岸工程专家

### 2001年当选
- 徐志磊（2001），机械设计专家
- 庄辉（2001），流行病学、微生物学专家
- 孙忠良（2001），微波毫米波技术专家
- 魏敦山（2001），建筑设计专家
- 郑颖人（2001），岩土工程专家
- 范立础（2001），桥梁结构工程与桥梁抗震专家

### 2003年当选
- 陈赛娟（2003），血液学家

### 2005年当选
- 闻雪友（2005），船舶专家、燃气轮机专家

### 2011年当选
- 沈祖尧（2011），医学家
- 林忠钦（2011），汽车工程专家
- 朱英富（2011），船舶工程学家
- 陈剑平（2011），病毒学家

## 香港院士
- 章梓雄，香港工程科学院院士，中国科学院院士（2003）
- 汤于翰

## 原中央研究院院士
| 院士姓名 | 籍贯   | 专业领域                           | 学院及当选年份                 |
| 贝时璋   | 镇海县 | 生物物理学、胚胎生物学、细胞生物学 | 中央研究院院士（1948年，首届） |
| 翁文灏   | 慈溪县 | 地理学、地质学                     | 中央研究院院士（1948年，首届） |
| 童第周   | 鄞县   | 胚胎生物学、发育生物学             | 中央研究院院士（1948年，首届） |

## 台湾院士
| 院士姓名 | 籍贯   | 专业领域             | 学院及当选年份     |
| 张忠谋   | 鄞县   | 机械学、电子工程     | 全国机械科学院院士 |
| 毛昭宪   | 奉化县 | 生物力学、生物工程学 | 中央研究院院士     |
| 胡流源   | 镇海县 | 生物力学、生物工程学 | 中央研究院院士     |
| 杨念祖   | 慈溪县 | 有机化学             | 中央研究院院士     |

## 第三世界科学院院士
- 杨福家
- 陈中伟
- 陈创天
- 路甬祥
- 谈家桢
- 戚正武
- 洪国藩
- 顾方舟
- 侯凡凡
- 陈剑平

## 美国院士
| 院士姓名 | 籍贯   | 专业领域                 | 学院及当选年份 |
| 董欣年   | 宁波   | 细胞分子生物学，遗传学   | 美国科学院院士（2012年） |
| 谈家桢   | 慈溪县 | 遗传学                   | 美国国家科学院外籍院士（1985年）， 纽约科学院名誉终身院士（1999年）， 中国科学院院士（1980年）， 意大利国家科学院外籍院士（1987年） |
| 林芳华   | 镇海县 | 数学（微分几何）         | 美国国家科学与艺术院院士（2004年）                                                                                                  |
| 翁文灏   | 慈溪县 | 地质学、地理学           | 美国国家科学与艺术院院士 |
| 汤于翰   | 镇海县 | 医学                     | 美国胸腔科医学院院士， 美国心脏科医学院院士                                                                                         |
| 郑哲敏   | 鄞县   | 爆炸力学、应用力学、振动 | 美国国家工程院外籍院士（1993年） |
| 毛昭宪   | 奉化县 | 生物力学、生物医学工程   | 美国国家工程院院士， 美国国家医学院院士， 中央研究院院士（台湾）， 中国科学院外籍院士（1991年）                                     |
| 胡流源   | 镇海县 | 生物力学、生物医学工程   | 美国国家科学院院士， 美国国家工程院院士， 中央研究院院士（台湾）                                                                    |
| 張忠謀   | 鄞县   | 机械学、电子工程         | 美国国家工程院外籍院士（2002年） |

## 欧洲院士
| 院士姓名 | 籍贯   | 专业领域             | 学院及当选年份 |
| 汤于翰   | 镇海县 | 医学、癌学           | 英国皇家医学院（伦敦）内科院士， 英国爱丁堡医学院内科院士， 国际外科医学院院士， 美国胸腔科医学院院士， 美国心脏科医学院院士， 香港内科医学院院士， 香港心脏科医学院院士， 香港医学专科学院院士                                                                               |
| 邬维庸   | 奉化县 | 医学                 | 英国皇家医学院（伦敦）内科院士 |
| 顾方舟   | 宁波市 | 病毒学、免疫学、医学 | 英国皇家医学院（伦敦）内科院士， 欧洲科学、艺术与文学院院士（1990年） 第三世界科学院院士 |
| 路甬祥   | 慈溪县 | 机械学               | 俄罗斯科学院外籍院士（2006年）， 匈牙利科学院外籍名誉院士（2004年）， 德意志利奥波第那自然科学院院士（2005年）， 第三世界科学院院士（1990年）， 中国科学院院士（1991年）， 中国工程院院士（1994年）， 韩国科学技术院外籍名誉院士（1999年）， 澳大利亚科学院外籍院士（2004年） |
| 谈家桢   | 慈溪县 | 遗传学               | 意大利国家科学院外籍院士（1987年） 中国科学院院士（1980年） 美国国家科学院院士（1985年） 纽约科学院名誉终生院士（1999年） |
| 周尧     | 鄞县   | 昆虫学、昆虫分类学   | 欧洲圣马利诺共和国国际科学院院士（1985年） |
| 陈志华   | 宁波   | 建筑学               | 俄罗斯古建筑学院院士 |

## 亚太地区院士
| 院士姓名 | 籍贯   | 专业领域 | 学院及当选年份                                                        |
| 路甬祥   | 慈溪县 | 机械学   | 澳大利亚科学院外籍院士（2004年） 韩国科学技术院外籍名誉院士（1999年） |

## 其他
| 院士姓名 | 籍贯   | 专业领域       | 学院及当选年份 |
| 倪维斗   | 镇海县 | 热能工程       | 国际高校科学院院士（1991年） 中国工程院院士 |
| 张奠宙   | 奉化县 | 数学、数学史   | 国际欧亚科学院院士（1999年） |
| 張鏡湖   | 鄞县   | 地理学、气候学 | 国际欧亚科学院院士（1999年） |
| 汤于翰   | 镇海县 | 医学、癌学     | 国际外科医学院院士， 美国胸腔科医学院院士， 美国心脏科医学院院士， 香港内科医学院院士， 香港心脏科医学院院士， 香港医学专科学院院士， 英国皇家内科学院（伦敦）院士， 英国皇家爱丁堡医学院内科院士 |

## 相关链接
- 宁波籍生命科学家列表